# Монлевон
Монлево́н (фр. Montlevon) — коммуна во Франции, находится в регионе Пикардия. Департамент коммуны — Эна. Входит в состав кантона Эссом-сюр-Марн. Округ коммуны — Шато-Тьерри.
Код INSEE коммуны — 02518.

## Население
Население коммуны на 2010 год составляло 248 человек.
| 1962 | 1968 | 1975 | 1982 | 1990 | 1999 | 2010 |
| ---- | ---- | ---- | ---- | ---- | ---- | ---- |
| 301  | 287  | 234  | 227  | 249  | 255  | 248  |

## Экономика
В 2010 году среди 160 человек трудоспособного возраста (15—64 лет) 125 были экономически активными, 35 — неактивными (показатель активности — 78,1 %, в 1999 году было 69,8 %). Из 125 активных жителей работали 116 человек (66 мужчин и 50 женщин), безработных было 9 (4 мужчины и 5 женщин). Среди 35 неактивных 12 человек были учениками или студентами, 15 — пенсионерами, 8 были неактивными по другим причинам.